# Katsura Morimura
Pour les articles homonymes, voir Morimura.
Katsura Morimura (森村桂, Morimura Katsura), née Miyake le 3 janvier 1940 et suicidée le 27 septembre 2004, est une écrivaine japonaise.

## Biographie
Fille de l'écrivain Saburo Toyoda (ja), Katsura Morimura est l'auteure de plus de 35 titres, dont son best-seller sorti dans les années 1960 L'île la plus proche du Paradis (ja). Ce roman est connu pour avoir fait connaître l'île d'Ouvéa aux Japonais.